# Calamovilfa longifolia
Calamovilfa longifolia là một loài thực vật có hoa trong họ Hòa thảo. Loài này được (Hook.) Scribn. mô tả khoa học đầu tiên năm 1890.

## Hình ảnh

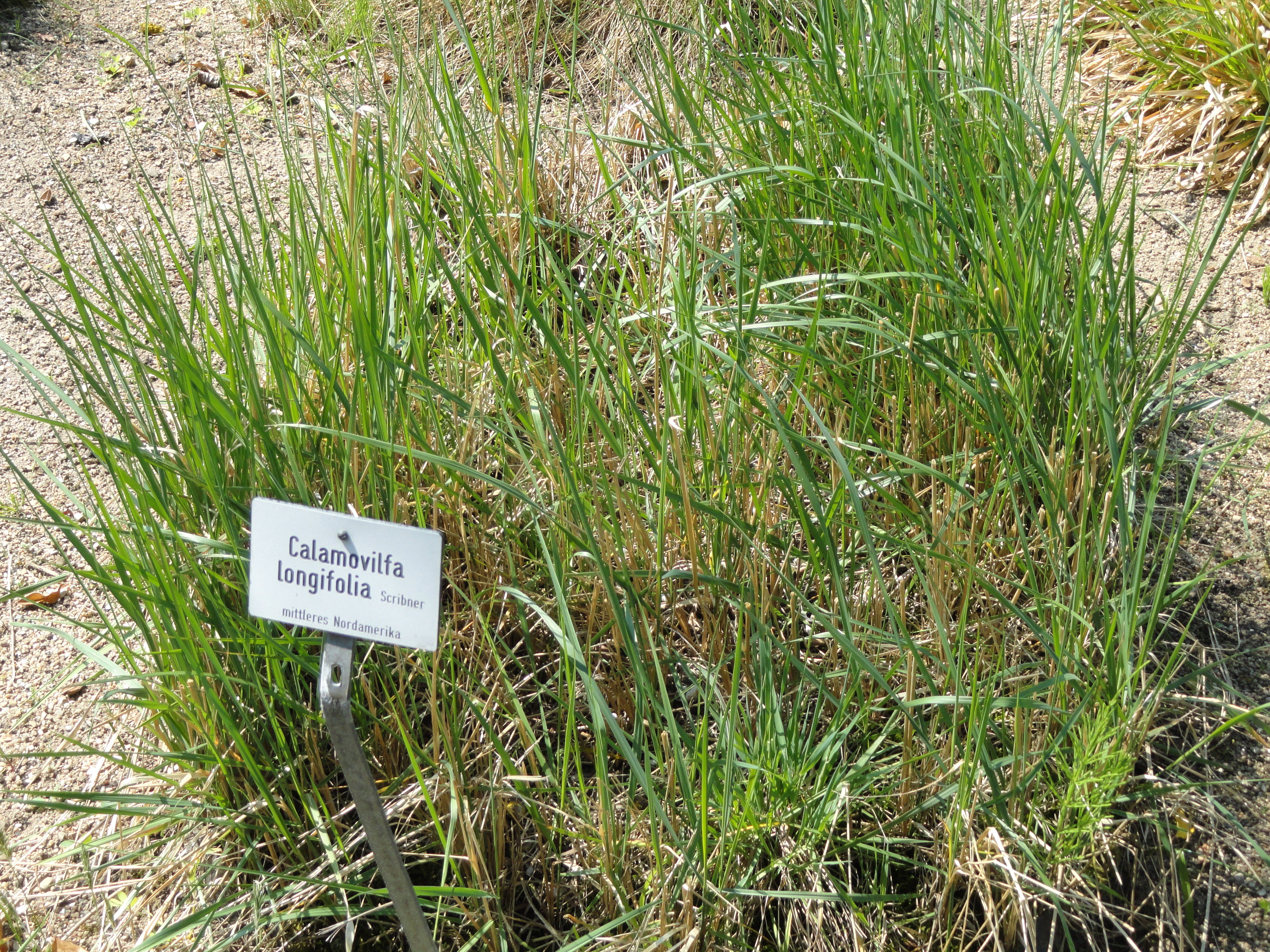
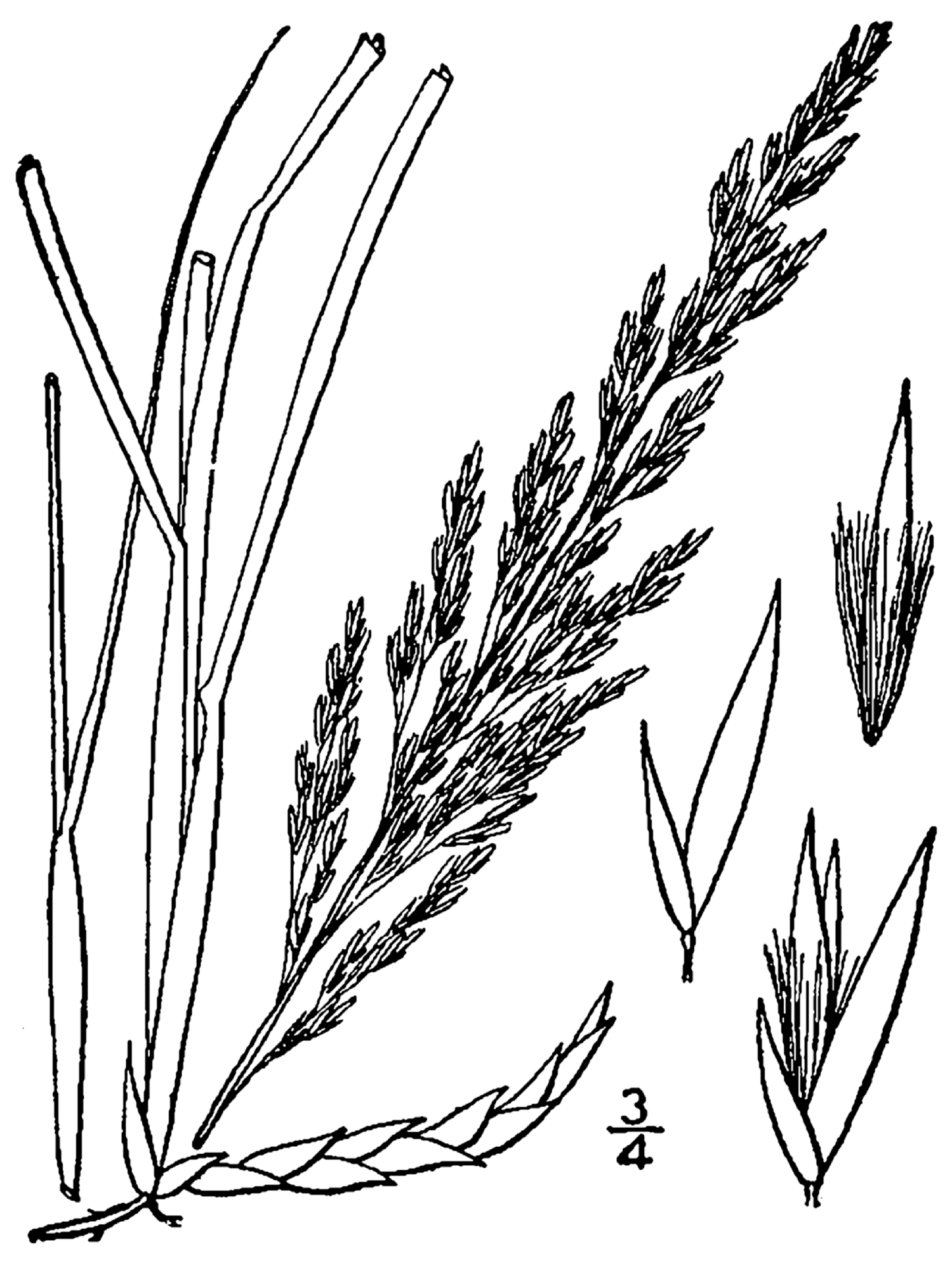
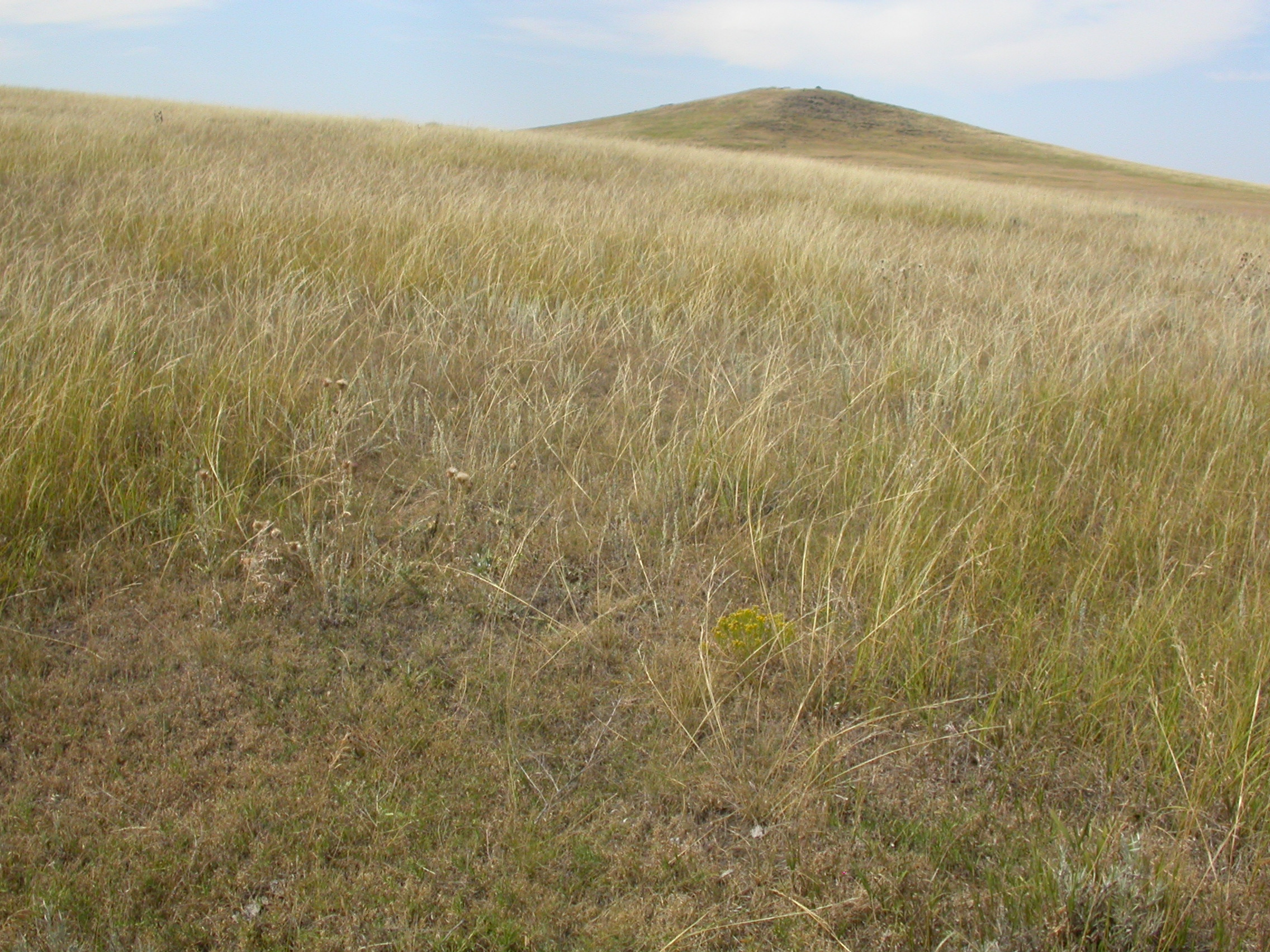
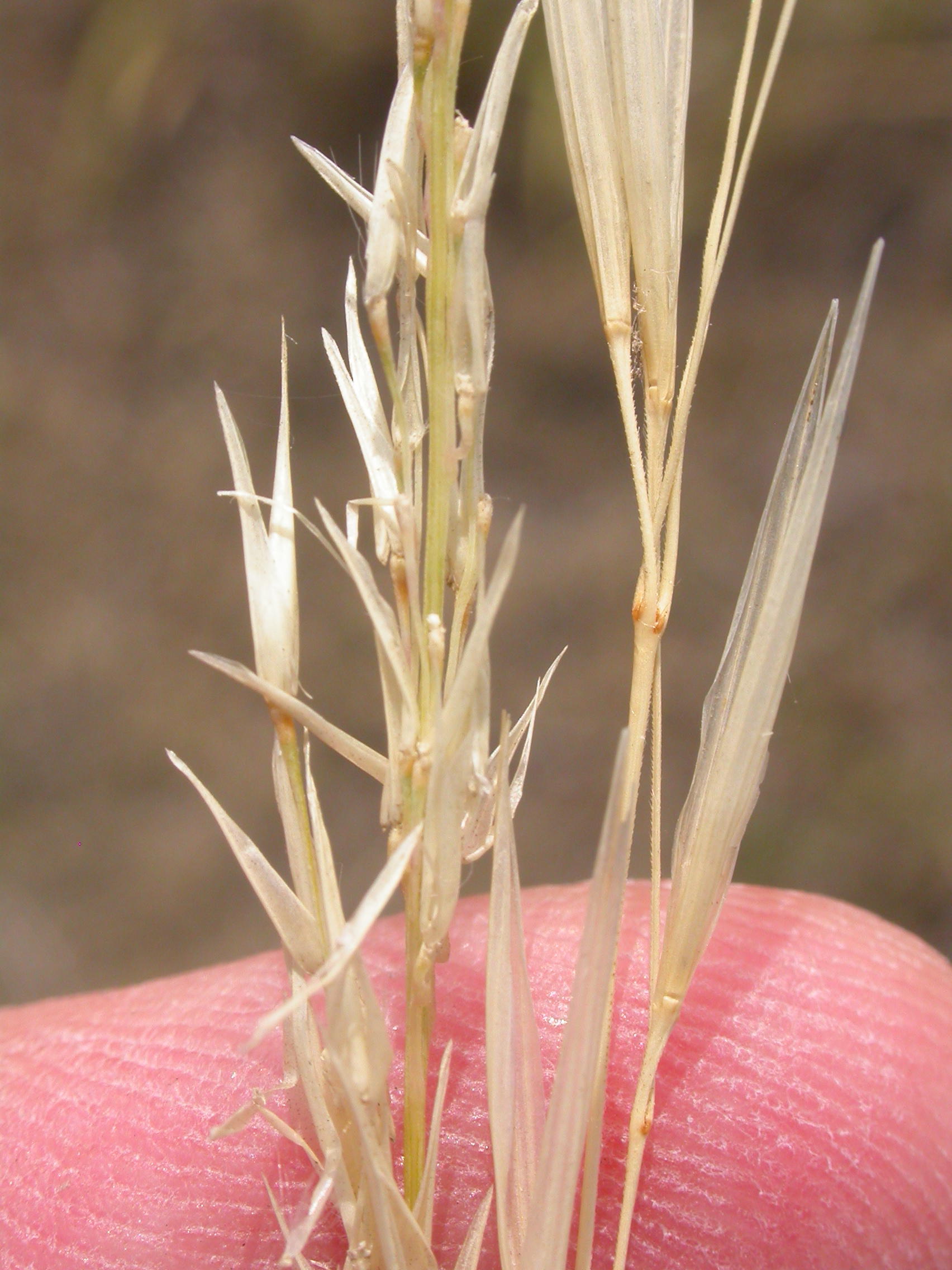